# John Henry Foley

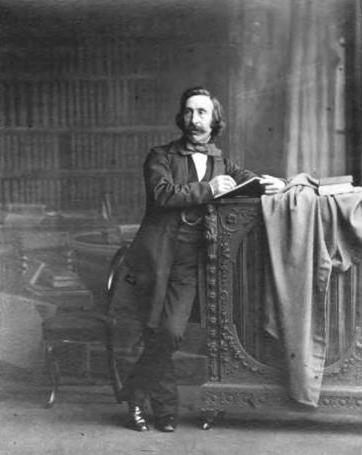
John Henry Foley

John Henry Foley, född 24 maj 1818 i Dublin, död 27 augusti 1874, var en irländsk skulptör.
John Henry Foleys far var glasblåsare och hans styvfarfar Benjamin Schrowder var skulptör. Han började vid 13 års ålder utbilda sig i teckning och skulptur vid Royal Dublin Society. År 1835 blev han antagen vid Royal Academy i London, där han ställde ut första gången 1839. 
Hans mest berömda verk är ryttarstatyn över generalen James Outram i Calcutta och Asia i Albert Memorial i Hyde Park. Han smyckade även en mängd offentliga byggnader i London med representativa skulpturer. Foley var i sin konst tydligt inspirerad av John Flaxman.
År 1849 blev han associerad medlem och 1858 full medlem av Royal Academy.

## Bildgalleri

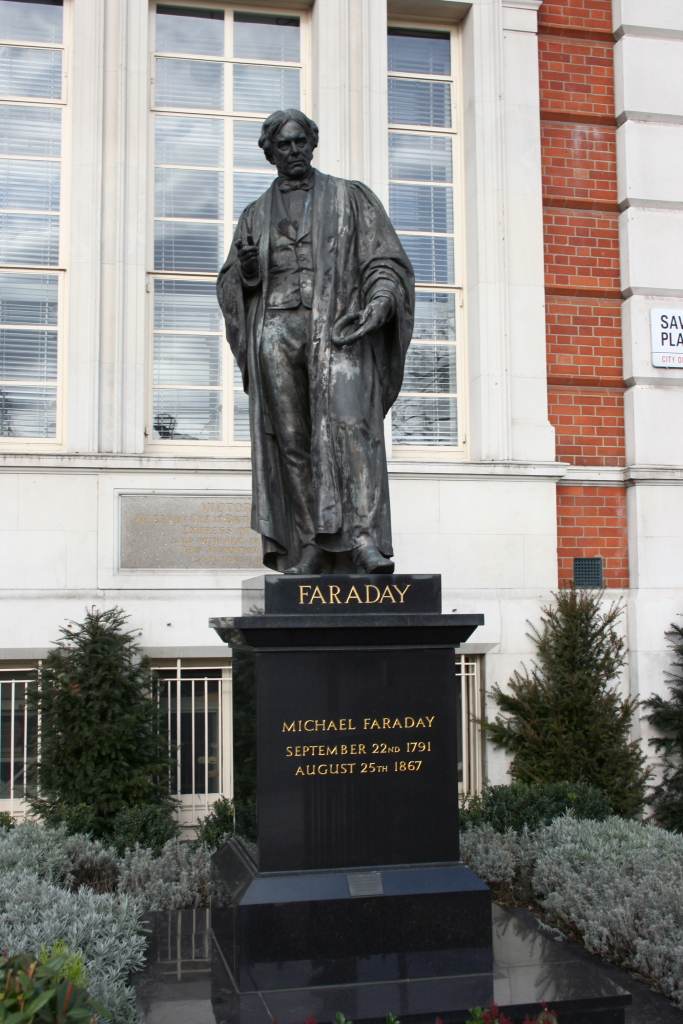
Staty över Michael Faraday i London
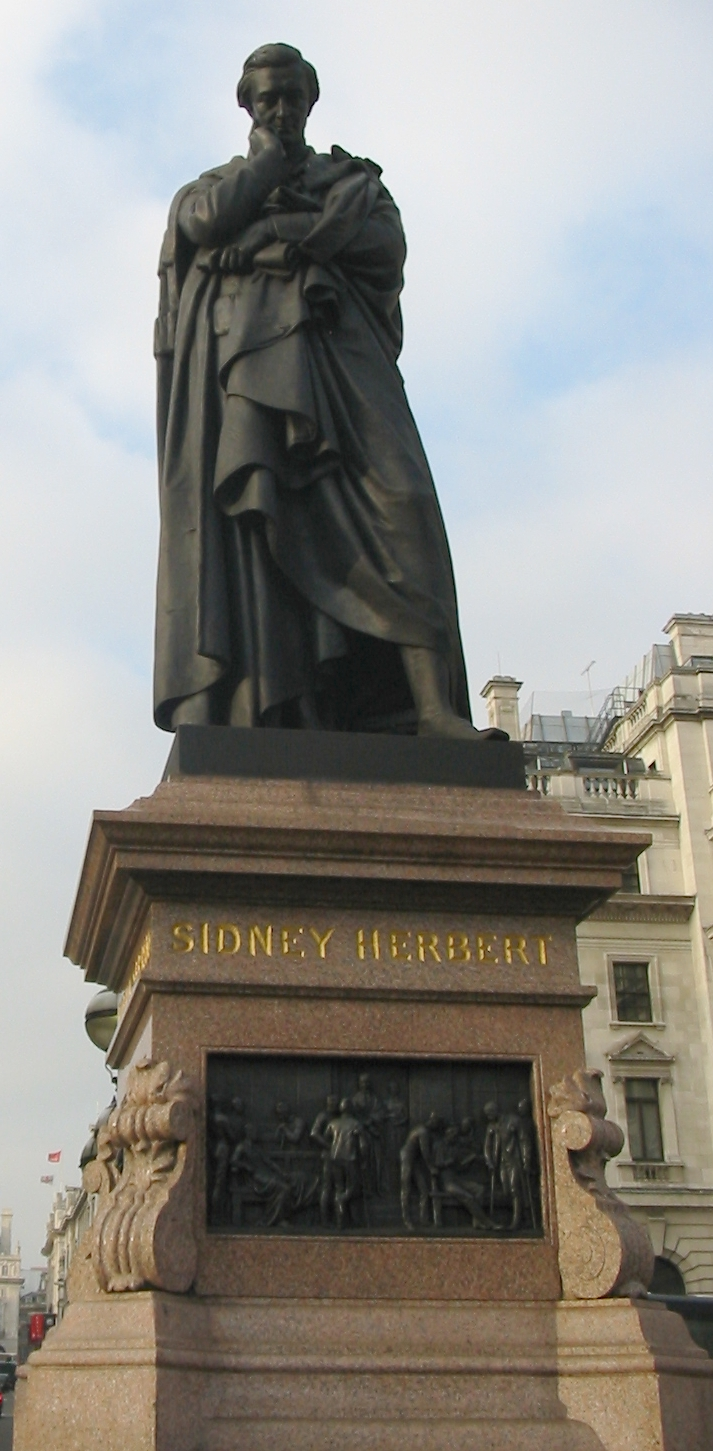
Staty över  Sidney Herbert i London
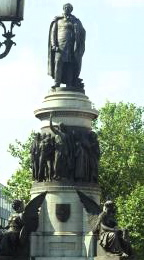
Daniel O'Connell-kolonnen på O'Connell Street i Dublin
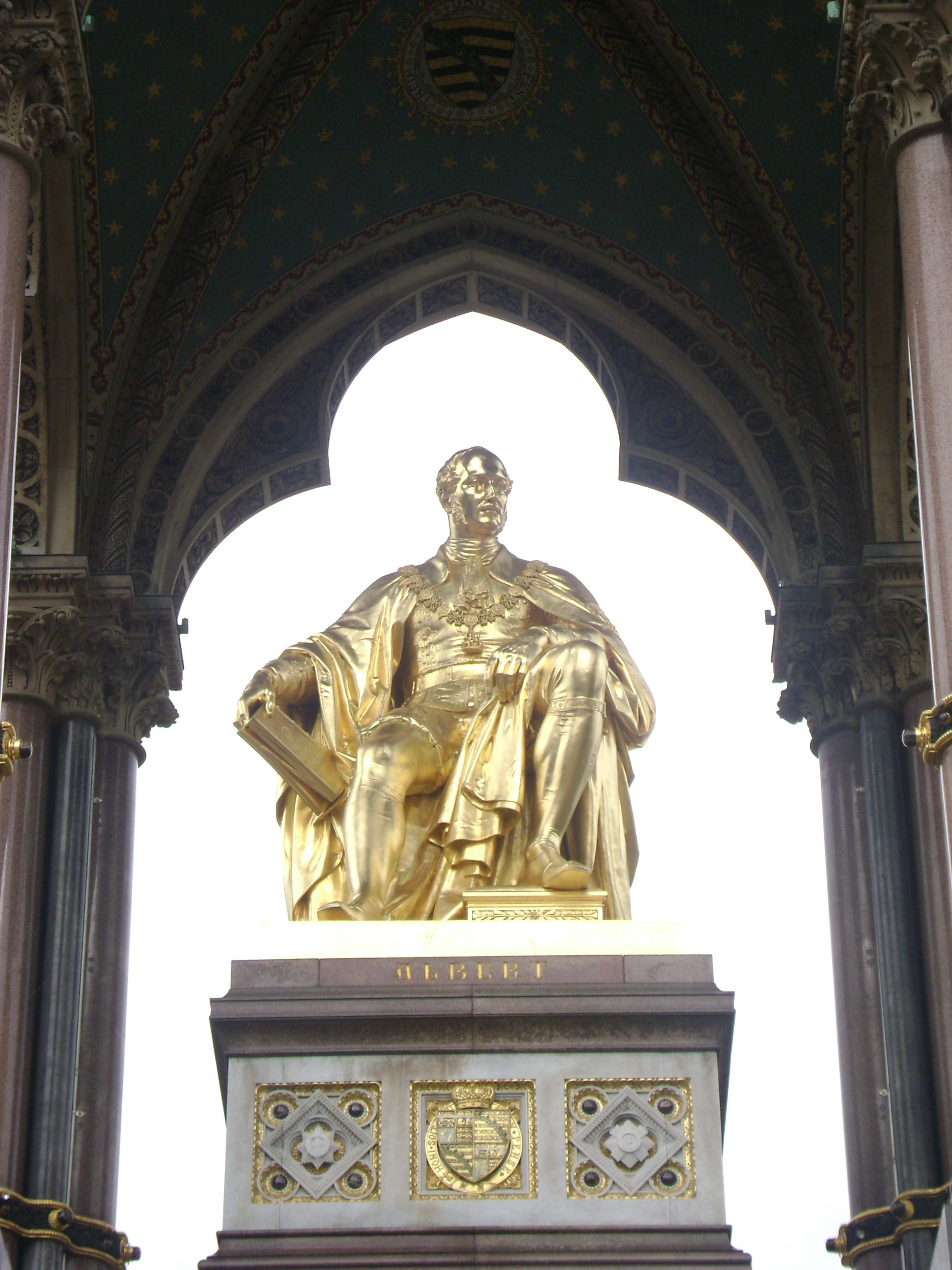
Prince Albert i Albert Memorial i Hyde Park i London
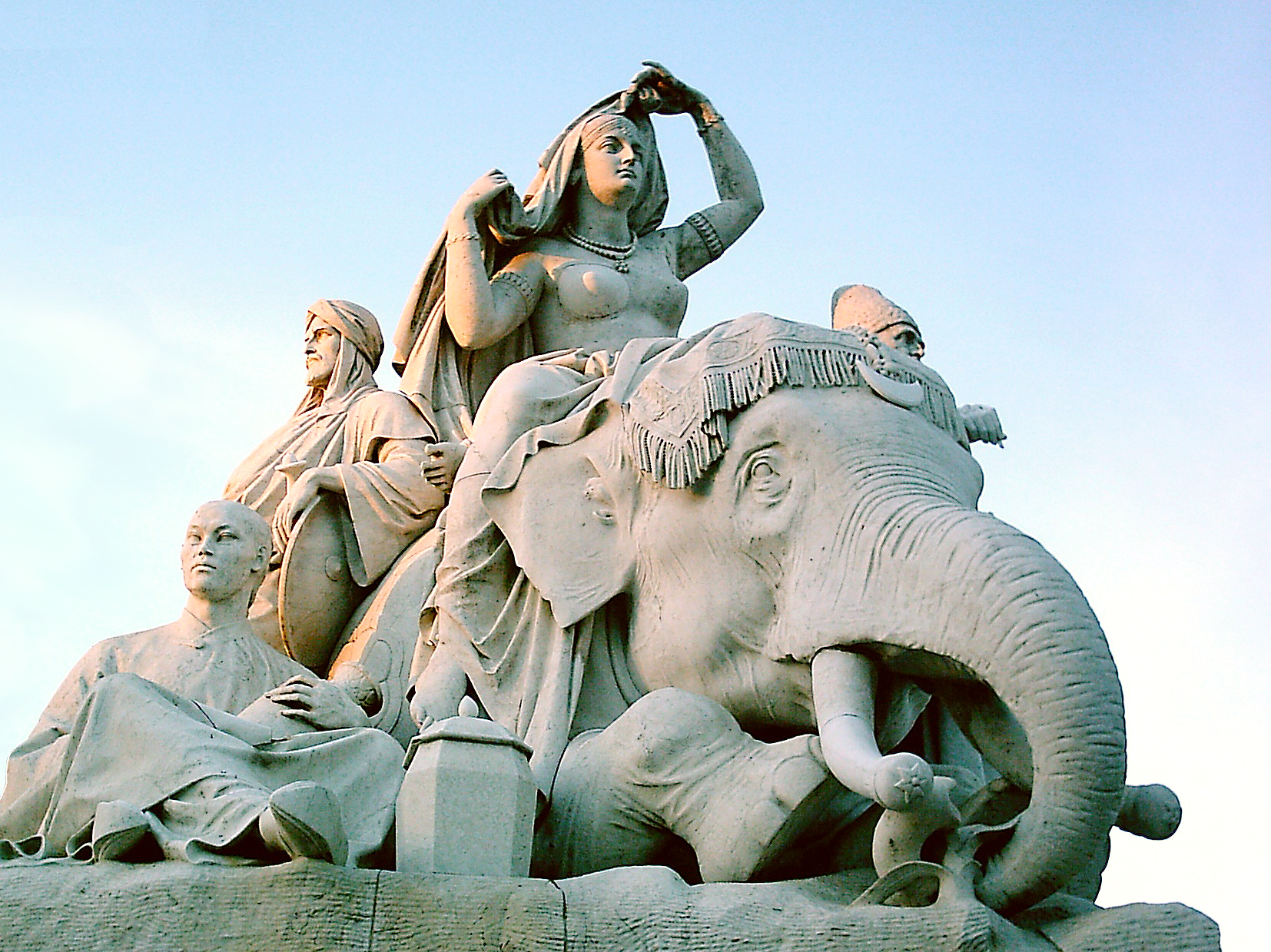
Asia i Albert Memorial i London
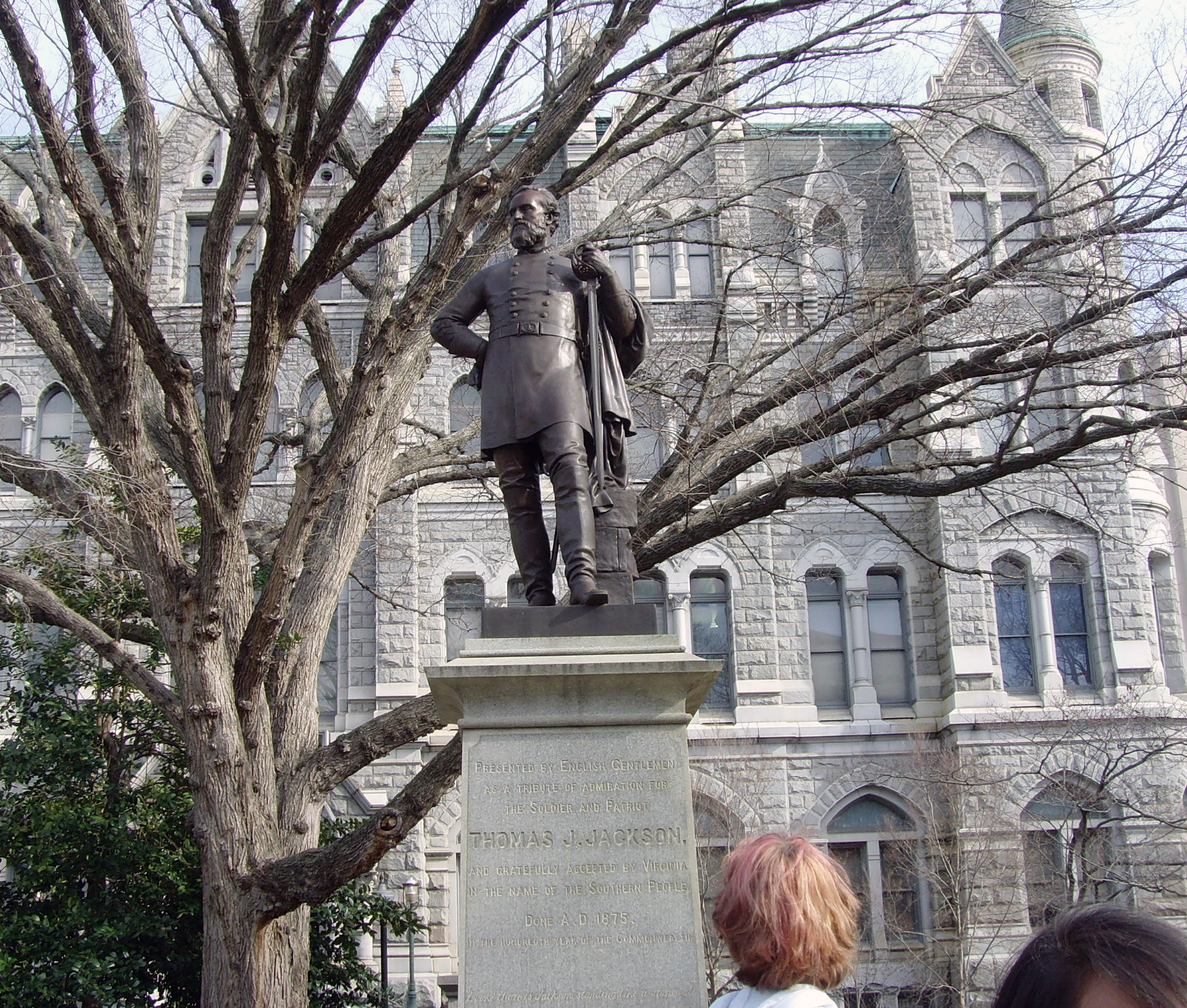
Staty över Stonewall Jackson i Richmond i Virginia i USA
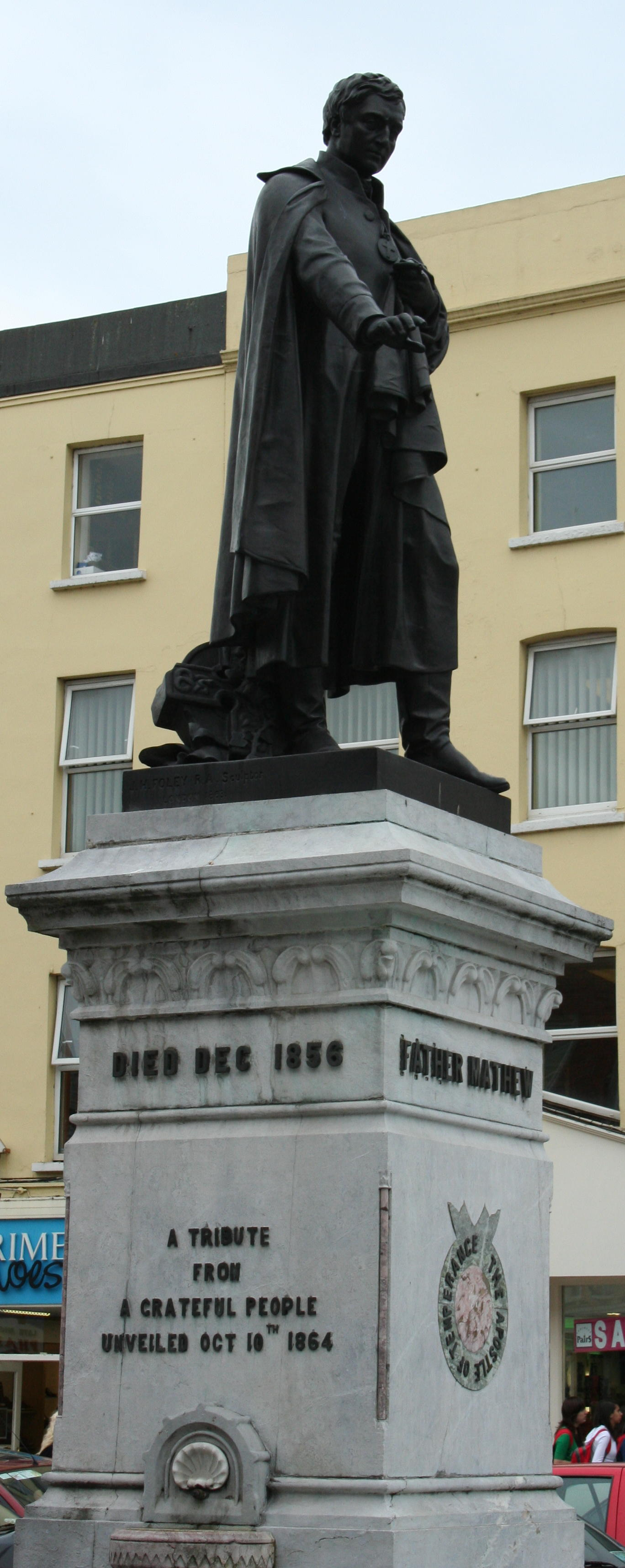
Staty över Theobald Mathew på St. Patrick's Street i Cork
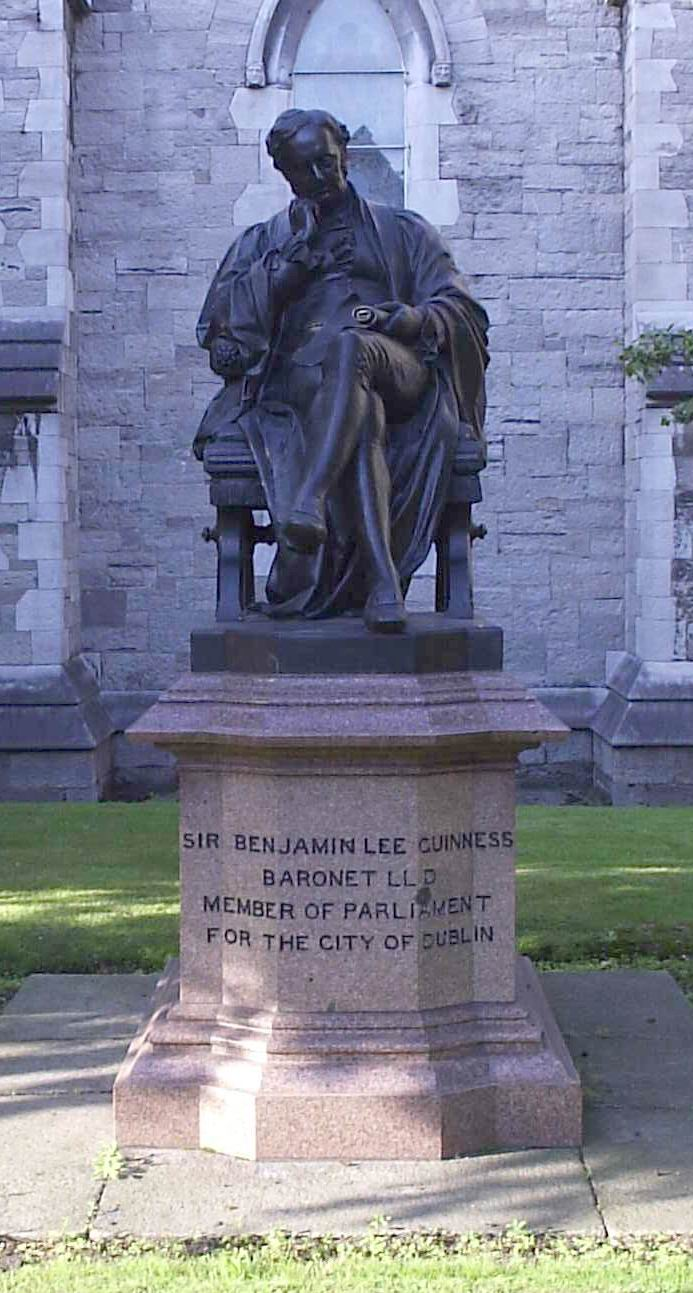
Staty över Benjamin Guinness vid St Patrick's Cathedral, Dublin